# Idiosepiidae
Famille
Idiosepiidae est une famille de mollusques céphalopodes (les céphalopodes sont des animaux ayant des bras munis de ventouses directement rattachés à leur tête, par exemple les pieuvres).

## Liste des genres
Selon ITIS:
- genre Idiosepius Steenstrup, 1881